# توماس هيدلي
توماس هيدلي (بالإنجليزية: Thomas Hedley)‏ هو محرر وكاتب سيناريو بريطاني، ولد في 1942 في رغبي في المملكة المتحدة.

## وصلات خارجية
- توماس هيدلي على موقع IMDb (الإنجليزية)
- توماس هيدلي على موقع قاعدة بيانات الفيلم (الإنجليزية)